# Jervisit
Jervisit ist ein sehr selten vorkommendes Mineral der Mineralklasse der „Silikate und Germanate“ mit der Endgliedzusammensetzung NaSc3+[Si2O6] und damit chemisch gesehen ein Natrium-Scandium-Silikat. Strukturell gehört Jervisit zu den Ketten- und Bandsilikaten.
Jervisit kristallisiert mit monokliner Symmetrie und entwickelt kleine Splitter mit einer Größe von unter einem Millimeter auf länglichen Kristallen.
Mit einer Mohshärte von 6 gehört der Jervisit zu den mittelharten Mineralen.

## Etymologie und Geschichte
Das Mineral wurde 1982 von M. Mellini, S. Merlino, R. Renaldi und P. Orlandi zum ersten Mal beschrieben. Sie benannten das Mineral Jervisit nach William P. Jervis. William P. Jervis war Konservator des Museo Industriale Italiano di Torino und Autor eines Buches über italienische Minerale.
In der Erstbeschreibung beschrieben Mellini, Merlino, Renaldi und Orlandi Jervisit mit der chemischen Zusammensetzung (Na0,43Ca0,31Fe2+0,14) (Sc0,66Fe2+0,15Mg0,19)Si2O6. Zudem gaben sie an, Jervisit sei das natürliche Analogon zu NaScSi2O6.
Bis heute existieren zwei Schreibweisen der chemischen Formel: Die International Mineralogical Association (IMA) gibt in ihrer Liste der Mineralen die Formel NaSc3+Si2O6 an, das Handbook of Mineralogy der Mineralogical Society of America gibt dagegen (Na,Ca,Fe2+)(Sc,Mg,Fe2+)Si2O6 an.
2006 erschien von Merlino und Orlandi eine neue Veröffentlichung im Periodico di Mineralogia. Darin beschrieben sie weitere Fundorte und korrigierten chemische und kristallographische Daten.
Jervisit ist eines von nur rund 14 bekannten Sc-Mineralen und mit Davisit das zweite aus der Pyroxengruppe.

## Klassifikation
In der strukturellen Klassifikation der International Mineralogical Association (IMA) gehört Jervisit zusammen mit Aegirin, Kosmochlor, Jadeit, Natalyit und Namansilit zu den Natriumpyroxenen in der Pyroxengruppe.
Da der Jervisit erst 1980 als eigenständiges Mineral anerkannt wurde, ist er in der seit 1977 veralteten 8. Auflage der Mineralsystematik nach Strunz noch nicht verzeichnet.
Im zuletzt 2018 überarbeiteten „Lapis-Mineralienverzeichnis“, das sich im Aufbau noch nach dieser alten Form der Systematik von Karl Hugo Strunz richtet, erhielt das Mineral die System- und Mineralnummer VIII/F.01-150. In der Lapis-Systematik entspricht dies der Klasse der „Silikate“ und dort der Abteilung „Ketten- und Bandsilikate“, wo Jervisit zusammen mit Aegirin, Aegirin-Augit, Augit, Davisit, Diopsid, Esseneit, Grossmanit, Hedenbergit, Jadeit, Johannsenit, Kanoit, Klinoenstatit, Klinoferrosilit, Kosmochlor, Kushiroit, Namansilit, Natalyit, Omphacit, Petedunnit, Pigeonit, Spodumen und Tissintit die Gruppe mit der Systemnummer VIII/F.01 bildet.
Die von der International Mineralogical Association (IMA) zuletzt 2009 aktualisierte 9. Auflage der Strunz’schen Mineralsystematik ordnet den Jervisit ebenfalls in die Abteilung „Ketten- und Bandsilikate (Inosilikate)“ ein. Diese ist allerdings weiter unterteilt nach der Struktur der Silikat-Ketten beziehungsweise -Bänder, so dass das Mineral entsprechend seiner Zusammensetzung in der Unterabteilung „Ketten- und Bandsilikate mit 2-periodischen Einfachketten Si2O6; Pyroxen-Familie“ zu finden ist, wo es zusammen mit Aegirin, Jadeit, Kosmochlor, Namansilit und Natalyit die „Na-Klinopyroxene, Jadeitgruppe“ mit der Systemnummer 9.DA.25 bildet.
In der vorwiegend im englischen Sprachraum gebräuchlichen Systematik der Minerale nach Dana hat Jervisit die System- und Mineralnummer 65.01.03c.06. Dies entspricht ebenfalls der Klasse der „Silikate“ und dort der Abteilung „Kettensilikatminerale“. Hier findet er sich innerhalb der Unterabteilung „Kettensilikate: Einfache unverzweigte Ketten, W=1 mit Ketten P=2“ in der Gruppe „C2/c Klinopyroxene (Na-Klinopyroxene)“, in der auch Jadeit, Aegirin, Namansilit, Kosmochlor und Natalyit eingeordnet sind.

## Kristallstruktur
Jervisit kristallisiert in der monoklinen Raumgruppe C2/c (Raumgruppen-Nr. 15) mit den Gitterparametern a = 9,85 Å; b = 9,04 Å, c = 5,31 Å und β = 106,6 Å sowie 4 Formeleinheiten pro Elementarzelle.

## Bildung und Fundorte
Von Jervisit sind sechs Fundstellen bekannt.
Die Typlokalität sowie vier weitere Fundstellen befinden sich in Provinz Verbano-Cusio-Ossola im Norden von Italien. In der Umgebung von Baveno wurde in Feriolo im Ratti-Steinbruch und Oltrefiume im Locatelli-Steinbruch sowie in der Seula-Mine Jervisit gefunden. Bei Omegna in Agrano wurde das Mineral sowohl im Agrano-Granit-Steinbruch als auch Giacomini-Steinbruch gefunden. Letzteres ist die Typlokalität.
Einen Fundort des Minerals gibt es auch in Kanada. Dort wurde es in der Provinz Ontario in Thunder Bay District bei Walsh Township gefunden.